# Massen-Niederlausitz
Massen-Niederlausitz (baix sòrab Mašow) és un municipi alemany que pertany a l'estat de Brandenburg. Forma part de l'Amt Kleine Elster (Lusàcia). Està format per les comunitats de Babben, Betten, Gröbitz, Lindthal, Siedlung Erika, Buschmühle, Massen i Ponnsdorf.

## Límits
| Estatut  | Nom                     | Situació | Districte |
| -------- | ----------------------- | -------- | --------- |
| Municipi | Crinitz                 | N        | EE        |
| Ciutat   | Luckau                  | NO       | LDS       |
| Ciutat   | Calau (Alemanya)        | O        | OSL       |
| Municipi | Bronkow                 | O        | OSL       |
| Municipi | Sallgast                | O        | EE        |
| Municipi | Lichterfeld-Schacksdorf | S        | EE        |
| Ciutat   | Finsterwalde            | S=       | EE        |
| Ciutat   | Sonnewalde              | O        | EE        |